# Joseph Petzval
Joseph Petzval (n. 6 ianuarie 1807 la Spišská Belá, Slovacia - d. 19 septembrie 1891 la Viena) a fost un matematician, fizician și inventator maghiar.
Este considerat unul dintre fondatorii opticii geometrice.
A creat diverse tipuri de lentile pentru diverse destinații.
Astfel, obiectivul Petzval, format din două lentile duble, îi poartă numele și este utilizat și astăzi cu unele îmbunătățiri.
De asemenea, i se atribuie descoperirea transformatei Laplace.
1. ↑  Josef Max Petzval, RKDartists, accesat în 9 octombrie 2017
2. 1 2  Autoritatea BnF, accesat în 10 octombrie 2015
3. ↑  The Fine Art Archive, accesat în 1 aprilie 2021
4. ↑  Joseph Petzval, Brockhaus Enzyklopädie
5. ↑  Jozef Maxmilián Petzval, Allgemeines Künstlerlexikon Online
6. ↑  Neue Deutsche Biographie
7. ↑   (PDF) http://www.biographien.ac.at/oebl_8/18.pdf Lipsește sau este vid: |title= (ajutor)
8. ↑  MacTutor History of Mathematics archive, accesat în 22 august 2017
9. ↑   https://archive.org/details/bub_gb_bORAAAAAYAAJ/page/n409 Lipsește sau este vid: |title= (ajutor)
10. ↑  CONOR.SI[*] Verificați valoarea |titlelink= (ajutor)